# 516 г. пр.н.е.

## Събития

### В Азия

#### В Персийската империя
- Цар на Персийската (Ахеменидска) империя e Дарий I (522 – 486 г. пр.н.е.).[1]

### В Европа
- В Гърция се провеждат 66-тe Олимпийски игри:
  - Победител в дисциплината бягане на разстояние един стадий става Исхирос от Химера.[2]
  - Състезанието по борба при мъжете е спечелено от Милон от Кротоне за пети път след 532, 528, 524 и 520 г. пр.н.е..[3]
  - Състезанието по бягане в пълна броня е спечелено от Дамарет от Херая, което е втора негова победа след 520 г. пр.н.е.[3]
- Състезанието по панкратион е спечелено от Тимазитей от Делфи.[3]
- Надбягването с квадриги (tethrippon) е спечелено от Клеостен от Епидамн.[3]
- Хипий и Хипарх са тирани в Атина.[4]
- Хипий и Хипарх изпращат Милтиад Млади с една трирема в Тракийския Херсонес (важен за Атина с оглед на търговията на зърно от Тракия и Черноморския регион), за да се установи като тиран на мястото на убития му брат Стесагор.[5]